# Bandeira de Boston

Bandeira municipal de Boston

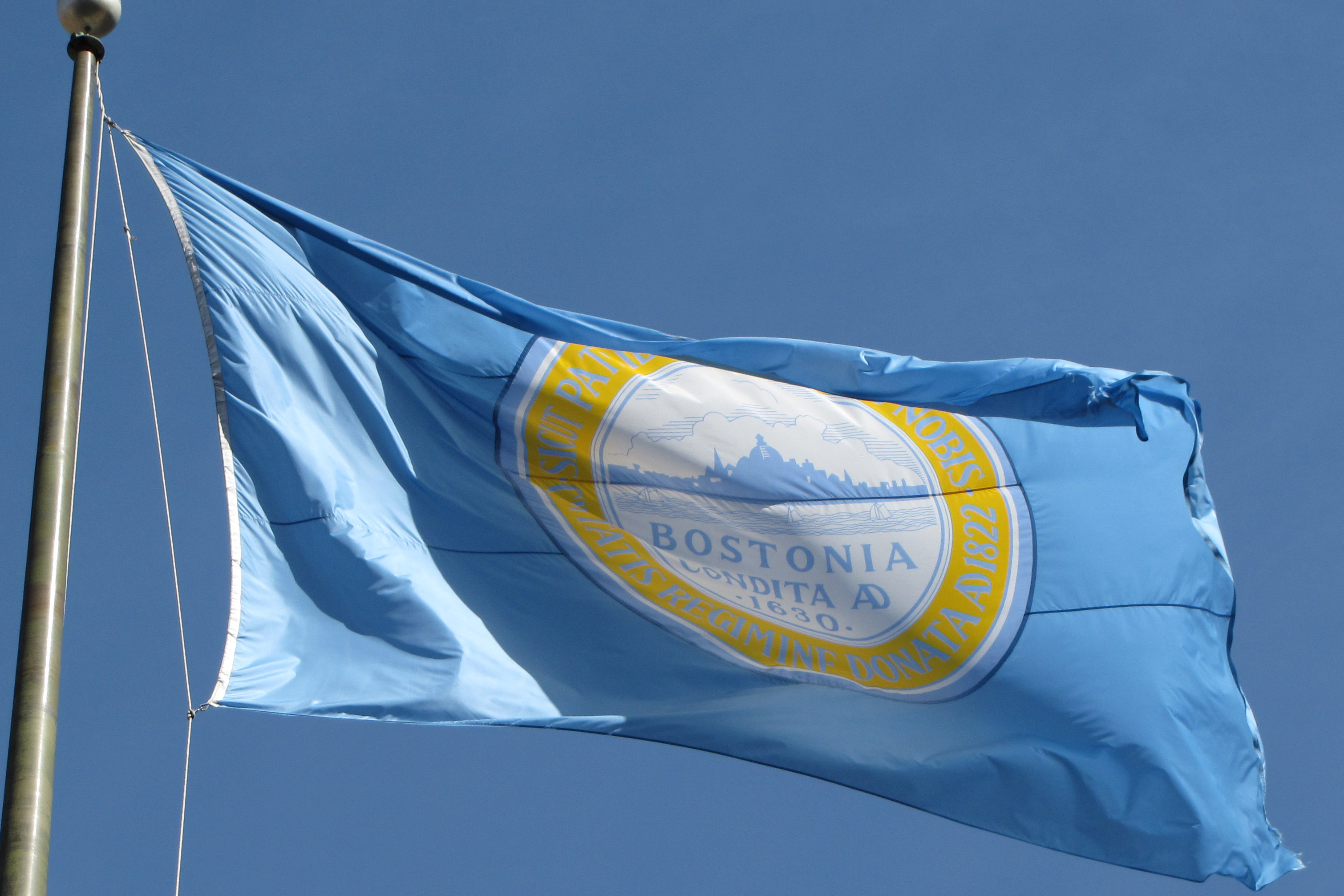
Bandeira municipal de Boston acenando

A bandeira municipal de Boston consiste em um céu azul (campo) e o selo da cidade de Boston, no centro. A bandeira é, por vezes, voou em um tom mais escuro de azul, mais de um azul-turquesa.

## História
A bandeira foi proposta pelo comitê do Dia de Colombo em 1913, mas que não foi adotada até 1917.

## Utilização
As proporções da bandeira são 7:10.
O código especifica que a bandeira é para ser hasteada na Prefeitura e em Comum. Também é levado por locais por toda a cidade, como a maioria das cidades, voar suas bandeiras mais frequentemente do que, digamos, uma cidade menor.

## Pesquisa da NAVA
A bandeira colocada 133 em uma pesquisa de 150 bandeiras da cidade com base na aparência.